# Аргентинский национализм

Флаг Аргентины

Аргентинский национализм является национализмом выражаемым аргентинским народом, для продвижением влияния Аргентины и её культуры. Он обрёл популярность во время Войны за независимость и Гражданских войн и усилился в 1880-х годах.
Были волны возрождения национализма во времена Второй мировой войны, процесса национальной реорганизации и беспорядков в декабре 2001 года .

## История

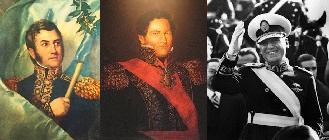
Хосе де Сан-Мартин, Хуан Мануэль де Росас и Хуан Доминго Перон рассматриваются аргентинским националистами как продолжатели исторической преемственности национализма

Раньше территория современной Аргентины входила во владения Испанской империи и являлась частью вице-королевства Рио-де-ла-Плата. Пленение испанского короля во время Пиренейской войны положило начало аргентинской войне за независимость. Он был основан на принципе возврата суверенитета к народу : в отсутствие короля суверенитет возвращался к его подданным, которые тогда были имели власть управления.
Это привело к конфликтам между провинциями вице-королевства: некоторые фракции хотели сохранить страну в рамках использовавшейся до сих пор централизованной организации, другие хотели использовать федеративную систему, а третьи хотели отделить провинции и провозгласить их независимыми. Это привело к гражданским войнам в Аргентине . Верховные директора объединённых провинций Рио-де-ла-Плата были централистами, а Хосе де Сан-Мартин и Хосе Хервасио Артигас были федералистами. Эти группы в конечном итоге превратились в Унитарную Партию и Федеральную Партию.
Чувство национального единства усилилось во время французской и англо-французской блокады Рио-де-ла-Плата. Великобритания и Франция стремились предотвратить вмешательство Росаса в Уругвай с помощью морской блокады, однако из-за блокады, популярность Росаса среди народа взлетела и усилилась национальная солидарность.
В 1880-х годах Аргентина захватила Патагонию, завоевание пустыни в конечном итоге установила современные национальные границы Аргентины. Существовали опасения, что великая волна европейской иммиграции в Аргентину ослабит национальную идентичность, поэтому Висенте Кесада и другие историки продвигали национализм, установив идею вице-королевства в качестве «Великой Аргентины», проникла в ряд стран благодаря вмешательству внешних сил. Эта идея была усилена дипломатическими конфликтами с Бразилией того времени.

### XX век
Национализм возродился в 1930-е годы. В противовес Альвеару в 1935 году, молодые иригойенисты националистического происхождения основали FORJA (Fuerza Orientadora Radical de la Juventud Argentina/Радикальные ориентирующие силы аргентинской молодежи), лидерами которой были социалист Артуро Хауретче, Рауль Скалабрини Ортис и Габриэль дель Мазо. Девизом FORJA было: «Мы колониальная Аргентина, мы хотим быть свободной Аргентиной». [10] Среди прочего, FORJA осудила молчание правительства перед многими проблемами, такими как создание Центрального банка, экономические жертвы в пользу иностранному капитализму, "нефтяная политика", произвольные военные вмешательства, ограничения прав в свободе мнений, вхождение в Лигу Наций, подавление отношений с Россией, расследования в парламенте, "преступления Сената" и т.д. в особенности во времена Второй мировой войны. Эти националисты считали, что Аргентина находится в экономической зависимости от Великобритании и что страна должна не оказывать помощь Великобритании в конфликте, а оставаться нейтральной. Этот национализм привел к перевороту 43 года и во к приходу Хуана Доминго Перона. Перон сообщил о вмешательстве посла США Спруилла Брейдена в выборы 1946 года и одержал убедительную победу. Он национализировал несколько ключевых рычагов экономики Аргентины и провозгласил экономическую независимость Аргентины.
Аналогии между Пероном и Росасом стали явными во время Освободительной Революции, переворота, который отстранил Перона от власти и запретил перонизм . Эдуардо Лонарди, который являлся де-факто президентом Аргентины, использовал цитату «ni vencedores ni vencidos» ( исп. «ни победители, ни проигравшие»), цитата была использована Хусто Хосе де Уркисом после свержения Росаса в битве при Касеросе . Официальная точка зрения заключалась в том, что Перон был "второй тиранией", первой же являлся Росас, и что обе они должны быть в равной степени отвергнуты, и, что наоборот, следует хвалить правительства, которые их свергли. Для этого проводят линию исторической преемственности "Май – Касерос – Либертадора", сопоставив переворот с Майской революцией и поражением Росаса. Такой подход дал обратный эффект. Перон был очень популярной фигурой, когда же военный переворот нет; поэтому перонисты приняли сравнение, установленное между Росасом и Пероном, но рассматривали его в положительном свете. Историки-националисты проводят свою собственную линию исторической преемственности "Сан-Мартин – Росас – Перон".
Процесс национальной реорганизации продвигал националистические идеи во время Грязной войны и Фолклендской войны. Оба конфликта вызвали споры, в результате чего популярность национализма начала угасать, усилив американизацию в 1990-е годы. Национализм снова показал себя после беспорядков в декабре 2001 года в Аргентине.

## Смотрите также
- Перонизм, национализм, популизм

## Книги
- Cavaleri, Paulo. La restauración del Virreinato: orígenes del nacionalismo territorial Argentino :  [исп.]. — Buenos Aires : Universidad Nacional de Quilmes, 2004. — ISBN 987-558-031-7.
- Chaneton, Juan Carlos. Argentina: La ambigüedad como destino :  [исп.]. — Buenos Aires : Editorial Biblos, 1998.
- Devoto, Fernando. Historia de la Historiografía Argentina :  [исп.] / Fernando Devoto, Nora Pagano. — Buenos Aires : Sudamericana, 2009. — ISBN 978-950-07-3076-1.
- Galasso, Norberto (2011), Historia de la Argentina, Tomo I&II, Buenos Aires: Colihue, ISBN 978-950-563-478-1
- Goebel, Michael (2011), Argentina's Partisan Past: Nationalism and the Politics of History, Liverpool: Liverpool University Press, ISBN 978-1846312380
- Rosa, José María. Defensa y pérdida de nuestra independencia económica :  [исп.]. — Buenos Aires : A. Peña Lillo Editor, 1974.